# チャールズ・マーティン・レフラー
チャールズ・マーティン・レフラー（Charles Martin Loeffler, 1861年1月30日 ベルリン郊外シェーネベルク – 1935年5月19日 マサチューセッツ州メドフィールド）は、ドイツ出身のアメリカ合衆国の作曲家・ヴァイオリニスト・音楽教師。19世紀末から20世紀初頭にかけて、フランス印象主義音楽の影響を消化した米国人作曲家として、チャールズ・グリフスと並ぶ存在である。

## 経歴

### 出身地の偽り
渡米後に、アルザス生まれのウクライナ育ちを自称したため、長年にわたってその生い立ちが信じられてきたが、現在では研究者によって、過去を封殺するため出生地をでっち上げたことが究明されている。なお、姓の前に「トルノフ」を加えて二重姓にしたチャールズ・マーティン・トルノフ＝レフラー（Charles Martin Tornov-Loeffler）という氏名も伝えられている。レフラー（Löffler）姓がドイツ語で「ヘラサギ」を意味することから、それに該当するロシア語ないしはウクライナ語の単語（Торнов）を付け加えたとレフラー本人は説明していたようである。
生前レフラーはミュールーズ生まれと主張してきたため、ほぼすべての音楽事典がこの贋情報を掲載している。存命中に発表された記事でさえ、レフラーの「典型的なアルザス気質」を詳説したほどであり、ダリウス・ミヨーは自伝の中でレフラーを「スイス出身の老作曲家」と回想した。実のところは、音楽学者でレフラーの伝記作家のエレン・ナイトが明らかにしたように、レフラーはフランス人ではなく生粋のドイツ人であった。ベルリン市民を両親に、ベルリン近郊（現在は同市内）のシェーネベルクに生まれ、マルティン・カール・レフラー（Martin Karl Löffler）と名付けられた。したがって故国はフランスではなくプロイセンであり、母語はドイツ語であった。
ただし、幼少期をコスモポリタンな環境で過ごしたという逸話や、ミヨーの記憶は、あながち誤りであるとはいえない。農薬開発の権威だった父の仕事上の都合から、一家がたびたびヨーロッパ各地を転々としたため、レフラーはアルザスやキーウ近郊のスミエラで少年時代を過ごし、その後はハンガリーやスイスにも暮らしているからである。レフラーが反プロイセン感情を募らせるようになったきっかけは12歳のとき、共和派の父親が投獄され、明らかに拷問を受けた上で、やっと釈放の目処が立った矢先、心臓発作のために獄死したことに遡る。

### ヴァイオリニスト、作曲家としての活動
レフラーはヴァイオリン奏者になる決意を固め、ベルリンでヨーゼフ・ヨアヒムにヴァイオリンを、キールでヴォルデマール・バルギールに作曲を入門した後、パリに留学してジョゼフ・マサールにヴァイオリンを、エルネスト・ギローに作曲を師事する。その後、コンセール・パドルーにヴァイオリン奏者として入団した後、1881年に恩師ヨアヒムの推薦書を携え、ボストン交響楽団に入団すべくアメリカ合衆国に移住し、1882年から1903年まで同楽団の事実上の準コンサートマスターを務めた。
1891年からはボストン交響楽団に自作の管弦楽組曲 Les Vieilles du Ukraine を演奏してもらって作曲家としてもデビューし、以降はアメリカ国内のオーケストラで作品が演奏されるようになった。1887年には米国市民権を取得し、ついにはボストン交響楽団を退団して作曲に専念するようになる。友人にはウジェーヌ・イザイやジョン・シンガー・サージェントがいたほか、ガブリエル・フォーレやフェルッチョ・ブゾーニ（2人からは作品を献呈されている）、後にはジョージ・ガーシュウィンとも親交を結んだ。
幅広い教養と洗練された趣味の持ち主として、同時代のフランス音楽やロシア音楽に深く根ざした音楽語法を発展させており、とりわけ管弦楽曲においては、セザール・フランク、ヴァンサン・ダンディ、エルネスト・ショーソン、クロード・ドビュッシーの作風に明らかに影響されている。それと同時に、象徴主義文学や頽廃主義の詩人たちにも感化された。
創作においてはしばしば変わった楽器法を試みており、1894年にヴィオラ・ダモーレを入手して以来、演奏家としても作曲家としてもこの楽器の復興に情熱を注いだ草分けの一人となった。意外なようであるが、後にはジャズにも熱狂し、ジャズバンドのための作品をいくつか手がけてもいる。1935年、マサチューセッツ州メドフィールドの自宅にて永眠。74歳であった。

## 弟子
門人に、ハワイ出身の鍵盤楽器奏者フランシス・ジャッド・クックや、一時期ガーシュウィンの恋人とも騒がれたケイ・スウィフトがいる。

## 作品とその評価

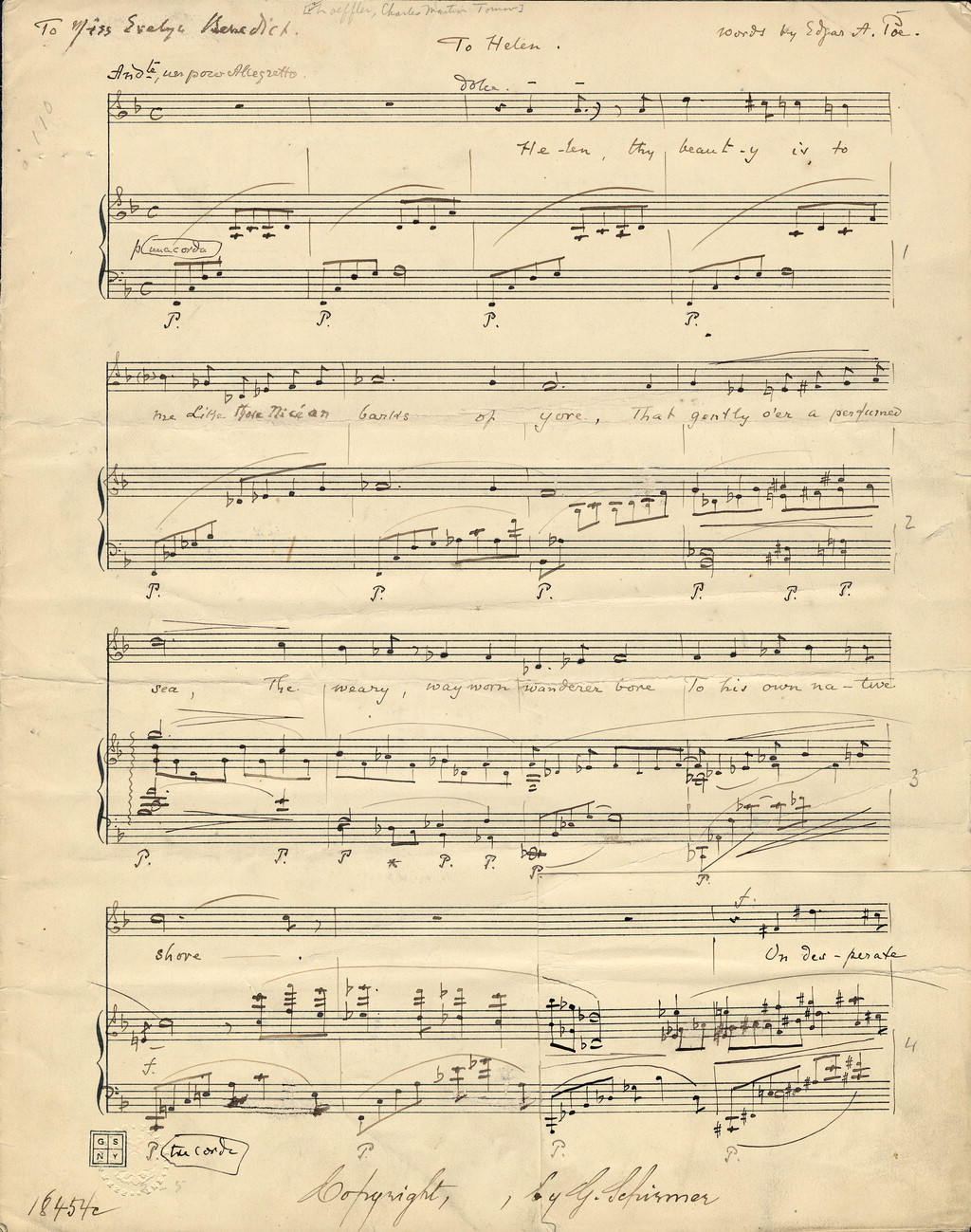
英語歌曲『ヘレンに』作品15-3の自筆譜

レフラーは好みにうるさい作曲家であり、ゆっくりと作曲したため寡作家であった。チェロ協奏曲など、紛失（もしくは破棄）した作品も少なくない。
擬古典的なニューイングランド楽派の作曲家の中にあって、どちらかといえば急進的な交響詩の作曲家として名を揚げており、メーテルランクに基づく『タンタジルの死』（仏語：La Mort de Tintagiles）、ヴェルレーヌによる『優しき歌』（La Bonne Chanson）、ウェルギリウスの詩による『異教徒の詩』（Poème païen）、『子ども時代の想い出（ロシアの村の日常）』（英語：Memories of My Childhood (Life in a Russian Village)）といった管弦楽曲を残している。このほかに、イェイツの詩集に基づく連作歌曲集『5つのアイルランドの幻影』（Five Irish Fantasies）（管弦楽伴奏版の題名。原曲のピアノ伴奏版は『葦原をぬける風』（The Wind among the Reeds））がある。
これらの作品は、フランス印象主義音楽や、スクリャービン流のロシア象徴主義音楽と共通する音楽語法がとられ、拡張された調性と半音階技法、自由奔放な和声法、旋法的な傾向が顕著である。一方で、『弦楽五重奏曲』や弦楽四重奏曲 Music for Four Stringed Instruments、オーボエとヴィオラ、ピアノのための『2つの狂詩曲』のような室内楽曲は、むしろドイツ盛期ロマン派音楽の手堅い伝統に則っている。宗教曲では詩篇第137番『バビロンの河のほとりに』（Psalm CXXXVII "By the rivers of Babylon"）もロマン派音楽の伝統に立脚しているが、淀みなく流れる美しい旋律ゆえに再評価に値しよう。
ほかに、フォーレやドビュッシーに影響されたフランス語の芸術歌曲も数多く手がけた。

## 日本とのつながり

### 岡倉天心との交友と齟齬
ボストンにおいて、岡倉天心の台本（英語）によるオペラ『白狐』が計画されたが、レフラーの作曲が進まず、結局実現しなかった。このため天心との間に気持ちの行き違いや対立が生じた。なお、『白狐』の日本語台本は『岡倉天心全集1』（平凡社）に木下順二訳で収録されている。また、その手稿原本は茨城県天心記念五浦美術館に公開展示されている。

### 日本での紹介
日本でも早くから、一部の識者にはレフラーの業績が知られており、大田黒元雄は大正14年（1925年）の著書『洋楽夜話』に『オーボエ、ヴィオラ、ピアノのための2つの狂詩曲』を「室内楽編成での標題音楽の好例」として詳述している。

## 典拠
- Ellen Knight, Charles Martin Loeffler (University of Illinois Press, 1993)
- Sadie, S. (ed.) (1980) The New Grove Dictionary of Music & Musicians, [vol. # 11].